# ایران‌شاه
بهاءالدین ایران‌شاه، پنجمین حاکم قاوردی کرمان و پسر توران‌شاه است که از سال ۴۹۰ هجری تا ۴۹۵ هجری بر کرمان حکومت راند اما سرانجام به جرم داشتن گرایش به اسماعیلیان، دستور قتل وی توسط علما صادر شد تا سرانجام در بم به قتل رسید.